# ジャン＝リュック・ルージェ

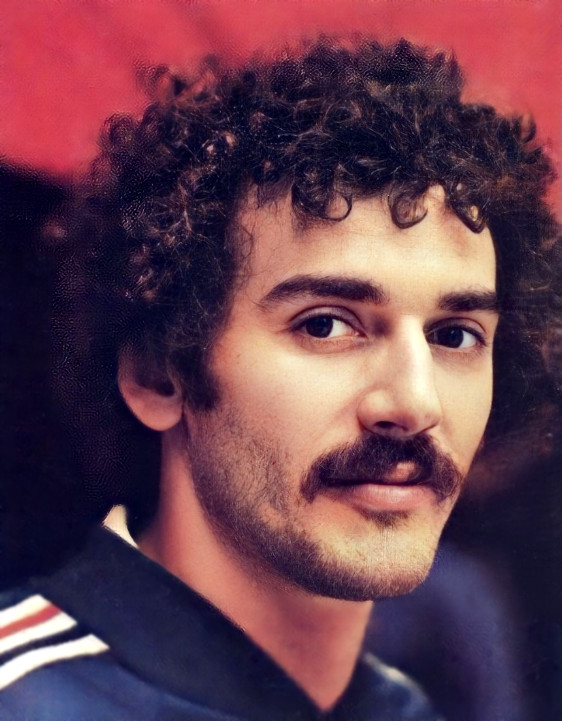
ジャン＝リュック・ルージェ（1976年）

ジャン＝リュック・ルージェ（フランス語: Jean-Luc Rougé, 1949年5月30日- ）は、フランスオー＝ド＝セーヌ県クリシー出身の柔道家。身長190 cm。体重93 kg。1975年世界選手権中量級王者。
1961年世界選手権でのアントン・ヘーシンクの優勝を見て、柔道に目覚める。
粟津正蔵に師事し、1975年大会でフランスの柔道家として初めて世界選手権で優勝を果たした。この他、ヨーロッパ選手権でも4つの金メダルを獲得、フランス柔道選手権大会を12回優勝している。しかしモントリオールオリンピックでは軽重量級10位、無差別5位、モスクワオリンピックでは軽重量級7位に終わるなどオリンピックではメダルを獲得できなかった。2019年1月までに柔道九段を取得。
1987年よりフランス柔道柔術剣道及び関連武道連盟の専務理事、2005年2月より会長を務めている。2011年、IJF事務総長に就任。別表記ジョンルック・ルージェ。

## 評価
ベルナール・チュルーヤンによると彼は山下泰裕と3回対戦し、一度も勝てなかったが山下の128 kgに対して103 kgと体重差があり、山下との対戦でも震えなかった彼には勝機があったと評価している。